# Ginecej
U staroj Grčkoj, ginecej ( grčki: γυναικεῖον, gynaikeion, od starogrčkog grc. γυναικεία gynaikeia "dio kuće rezerviran za žene"; doslovno "od žena") ili koje pripadaju ženama, ženskog roda") ili ginekonitis (grčki: γυναικωνῖτις, gynaikōnitis "ženski stanovi u kući") je bila zgrada ili dio kuće rezerviran za žene, općenito najunutarnji stan. Drugim riječima, ženske četvrti, slične južnoazijskoj Anthapuri i islamskoj južnoazijskoj zenani. Ginecej je pandan andronu ili muškim odajama.
Udana žena iz kućanstva često bi se noću pridružila neudanim ženama i robinjama kada se nije pridružila svom mužu. Žene su većinu dana provodile u ovom dijelu kuće. Ove su sobe bile udaljenije od onih rezerviranih za muškarce jer su bile udaljene od ulica i javnih površina kuće. Kad su se posjetitelji zabavljali, žene nisu bile prisutne, nego su ostale u ovom osamljenom dijelu kuće.
Dio carske palače u Konstantinopolu tijekom vladavine grčkog Bizantskog Carstva bio je poznat kao ginaikonitis i bio je rezerviran za žene. Imao je vlastite ceremonijalne obrede i procesije, kao i političku dinamiku.

## Žene u grčkoj antici
Tekst koji slijedi uključuje osobno mišljenje i temelji se na nekoliko usmjerenih izvora. Razvrstavajući ostatke stambenih arhitektonskih kompleksa pronađenih na mjestima kao što su Zagora i Olynthos, arheolozi su uspjeli istražiti društvenu dinamiku starogrčkog društva dok se ono razvijalo u polise ili gradove-države. Arheolozi su razvili različite perspektive o tome kako je arhitektonski dizajn temeljno korišten u dominaciji nad ženama i nižim klasama kroz različita razdoblja povijesti. Izdvajanje žena iz javne sfere dodavanjem vrata, granicama vidika između prostorija, dodavanjem dvorišta, pa čak i dodavanjem drugog kata paralelno je s postupnim razvojem grada-države.
Neki bi tvrdili da se prisutnost žena u javnoj sferi u određenom trenutku povećala kroz promjene odijevanja i povećanu upotrebu vela ili hidžaba u nekim muslimanskim zajednicama. Neki istraživači vide hidžab ili veo kao produžetak doma i služi za zaštitu žena od pogleda muškaraca koji nisu u rodu. Dominacija žena putem društvenih konvencija kao što je nametanje nošenja vela i stvaranje zaštitnika žena, te ograničenja kretanja unutar i izvan kuće vidljivi su u postojećim povijesnim zapisima.

## Od androna do gineceja
Muški građani rođeni slobodni imali su političku, društvenu i ekonomsku moć unutar domaće i javne sfere, što dokazuje ogromna količina dostupnih povijesnih zapisa o nasljeđivanju, imovinskim pravima i trgovinskim ugovorima.> Drevni pravni udžbenici i sačuvana umjetnička djela otkrivaju nasljedna i imovinska prava koja favoriziraju mušku rodbinu, pa čak i muškarce koji nisu u rodbinskoj vezi, u odnosu na žene u kućanstvu. Praksa napuštanja novorođenih ženskih beba otkrivala je društvo koje je favoriziralo muški spol. Stvaranje posebnih prostorija u kući namijenjenih isključivo muškoj socijalizaciji pojavilo se u određenom trenutku u klasičnom grčkom razdoblju. Praksa održavanja simpozija unutar androna s mogućom svrhom dogovaranja ekonomskih dogovora unutar muške aristokratske zajednice aludira se u mnogim keramičkim vazama i zidnim slikama. Pretragom ovih preživjelih ostataka kućne sfere arheolozi su uspjeli sastaviti razumijevanje društvene, ekonomske i političke stvarnosti žena.

## Arheološki i tekstualni dokazi
Umjetničke reference mogu malo rasvijetliti vjerske, kulturne i gospodarske aktivnosti aristokratskih elemenata društva. Ključni za istraživanje statusa žena bili su arheološki dokazi pronađeni ili implicirani unutar iskopanih stambenih građevina. Artefakti kao što su keramičke vaze, tkalački stanovi, šalice i metalne šarke pronađeni unutar iskopanih mjesta sugeriraju društvene, kulturne i ekonomske tragove. Tkalački razboji i preše za masline smješteni unutar stambenih zona iskopavanja dodatno sugeriraju ekonomsku ulogu žena u domu. Tekstualni dokazi dokazuju proizvodnju tekstila i ulogu koju su muškarci imali u trgovini takvim proizvodima, dok su žene i njihovi robovi stvarali proizvode za trgovanje i prodaju. Ksenofontovi spisi izražavaju Sokratovo shvaćanje uloge aristokratskih žena kao uloge tkanja i upravljanja robovima u kućanstvu, dok se muškarci koji imaju građanska prava mogu slobodno kretati u javnoj sferi. Ostale društvene norme pronađene u populariziranoj literaturi uključuju ideju da bjelina kože žena dokazuje njihov status. Robovi i prostitutke imali su pristup područjima javne i privatne sfere i često su radili na otvorenom.
Odvajanje spolova unutar kućanstva pokazalo se vrlo važnim za održavanje doma koji je bio ekonomski temelj grada-države, kroz proizvodnju tržišnih dobara. Čini se da je kultura nadzora vidljiva kroz promjene oblika kućanstva, do radijalnog oblika koji je omogućio bolju vidljivost i korištenje simpozija u andronu. Šalice pronađene u prostorijama identificiranim kao andron također su sadržavale druge artefakte poput ostataka drvene klupe, koji se također pokazuju sličnim slikanim prikazima simpozija pronađenim na keramičkim vazama. Metalne šarke i udubljenja na konstrukcijama za koje se može reći da su nosive upućuju na pregrađivanje prostora za moguće privatne funkcije koje su zahtijevale ograničen pogled članova kućanstva. Arheolozi su raspravljali o mogućnosti da su se vjerski činovi odvijali unutar kuće prije stvaranja hramova, te su vjerske činove obično provodile žene određenog statusa u zajednicama.

## Od jednokrevetne do višesobne
U diskursu dominira pojam javnih i privatnih sfera koje se razvijaju u tandemu s promjenama u arhitektonskom dizajnu doma, što sugerira ideju korištenja prostora u olakšavanju društvenog uvjetovanja kako bi se održale društvene, kulturne i političke norme. Raspored i dizajn stambenih struktura nagovještavaju funkcionalnost prostora te društvene i kulturne norme koje su možda postojale, ali i nisu. Promjene u arhitektonskom dizajnu stambenih objekata sugeriraju utjecaj političkih i društvenih promjena. Megaron, struktura s jednom prostorijom, proširena je u veličini kako bi se smjestila u više soba s dvorištem u sredini, a neke su uključivale i drugi kat. Linije vidljivosti ili nedostatak vidnih linija također pružaju određenu količinu privatnosti između prostorija u domu. Dodavanje dvorišta s jednim vanjskim ulazom također je omogućilo dodatnu privatnost za kućanstvo i ograničavanje pristupa onima koji se smatraju izvan rodbinske veze. Nova struktura omogućila je članovima kućanstva da kontroliraju pravo prolaza korištenjem pregrada kao što su zavjese i vrata, neka s bravama. Neka iskopavanja otkrila su, međutim, da su neke višesobne rezidencije bile dizajnirane na takav način da je svaka soba bila povezana s drugom, što sugerira da je netko morao proći kroz sobu, kako bi otišao u drugu sobu i možda nije mogao izbjeći interakciju s drugim članovima kućanstva. Korištenje predprostora uz andron aludira na korištenje društvenih konvencija u kontroli kretanja između prostorija i mogućnosti interakcije između članova kućanstva.
Istraživanja sugeriraju da se povećanje veličine stambenih objekata odvijalo paralelno s povećanjem bogatstva i daljnjim učvršćivanjem aristokratske elite u tom razdoblju. Moguću svrhu ove postupne promjene arhitektonskog dizajna mnogi vide kao održavanje društvenih i hijerarhijskih normi oikosa i polisa. U tim velikim rezidencijama, simpozij i andron postali su prostori unutar doma koje su ljudi obavljali i iskazivali građanstvo i održavanje polisa. Žene određene klase bile su odvojene od sudjelovanja u simpoziju i raznim drugim područjima društva te su bile ograničene na ginecej. Upravo po pronalasku androna i dokaza simpozija moguće je odrediti lokaciju gineceja, odnosno ženskih odaja.

## Gynaikonomoi
Velik dio informacija koje su poznate o ženama u staroj Grčkoj dolazi iz književnih izvora kako se pisana riječ počela upotrebljavati tijekom klasičnog i helenskog razdoblja, poput Homerove Ilijade i Odiseje te kroz spise Euripida, Ksenofonta i Aristotela. Tekstualnom analizom mogu se uočiti rane filozofske percepcije žene kao temelj na kojem se zasnivaju opravdanja dominacije žena tijekom formiranja grada-države. Žene su se smatrale slabijim spolom i stoga ih je trebalo kontrolirati. Kontrola žena u kući i u javnoj sferi postala je važna funkcija rastućih gradova-država i dovela do konačnog usvajanja skrbnica žena također poznatih kao gynaikonomoi. Određeni zakoni davali su slobodu kretanja oslobođenim robovima ako su rodile četvero djece, a slobodnorođene žene mogle su ostati bez skrbnika ako su rodile troje ili više djece. Drakonovi zakoni iznijeli su kažnjavanje žena za preljub i opravdali potrebu za skrbništvom zbog navodne slabosti spola izražene kroz Aristotelovu popularnu literaturu. Pisana riječ, kako se popularizirala u svojoj upotrebi, također je funkcionirala kao oruđe dominacije nad ženama, kroz oblikovanje zakona i pravosudnih sustava. Nasljedno vlasništvo nad imovinom nakon što se uloga majke kasnije prenijela na sljedeće muške rođake, pa čak i na muškarce koji nisu u srodstvu. Dom je postao domaća privatna sfera u kojoj je ženske vrline trebalo zaštititi od vanjskog svijeta muške dominacije i racionalnog mišljenja. Sarah Pomeroy raspravlja o ulozi Homera, heziodskih pjesama i aristotelovske filozofije u slikanju slike žena kao reproducatora bogatstva kroz održavanje doma i robova. Razdvajanje kućnih robova po različitih spolova postalo je važna uloga aristokratskih žena, jer je sprječavalo rađanje novih robova na štetu kućanstva.

## Tumačenje dokaza
Arheolozi su morali dalje istraživati druga područja znanja poput društvene povijesti, kako bi bolje razumjeli sudjelovanje i segregaciju žena u starogrčkim društvima. Nedavna istraživanja velikih arheoloških kompleksa, poput Olynthosa i Zagore, otvorila su daljnje putove za analizu. Prema Sarah Pomeroy, arheolozi iz prošlosti bili su krivi za mnoge predrasude koje su ograničile istraživanje i razumijevanje žena u antici. Pristranost ponavljanja prošlih istraživanja, kao i korištenje stila tumačenja "ispuni praznine" kada nedostaje arheoloških dokaza može biti problematično. Međutim, dr  predlažu međukulturnu analizu političkih, društvenih i ekonomskih puteva društva kako bi se popunile informacije koje nedostaju.

## Vanjske poveznice
|  | Zajednički poslužitelj ima još gradiva o temi Ginecej |